# Resolutie 2284 Veiligheidsraad Verenigde Naties
Resolutie 2283 van de Veiligheidsraad van de Verenigde Naties werd op 28 april 2016 unaniem aangenomen door de VN-Veiligheidsraad, en verlengde voor de laatste keer de VN-vredesmacht UNOCI in Ivoorkust.

## Achtergrond
In 2002 brak in Ivoorkust een burgeroorlog uit tussen de regering in het christelijke zuiden en rebellen in het islamitische noorden van het land. In 2003 leidden onderhandelingen tot de vorming van een regering van nationale eenheid en waren er Franse- en VN-troepen aanwezig. In 2004 zegden de rebellen hun vertrouwen in de regering op en grepen opnieuw naar de wapens. Het noorden van het land werd voornamelijk door deze Forces Nouvelles gecontroleerd.
Na de presidentsverkiezingen eind 2010 ontstonden wederom onlusten toen zittend president Laurent Gbagbo op post bleef ondanks de internationaal erkende overwinning van Alassane Ouattara. De ontstane crisis leidde tot het uitbreken van een nieuwe burgeroorlog, die duurde tot de arrestatie van Gbagbo in april 2011.

## Inhoud
Ivoorkust had grote vooruitgang geboekt om duurzame vrede en stabiliteit en economische voorspoed te bereiken. De goed verlopen presidentsverkiezingen van oktober 2015 waren daarbij een belangrijke mijlpaal geweest. De Veiligheidsraad prees ook het leiderschap van president Alassane Ouattara.
De politieke dialoog in het land was nog steeds gaande. Ook de veiligheidssituatie bleef verbeteren. Wel moest meer worden samengewerkt met de buurlanden, en dan vooral Liberia, aan de veiligheid aan de grenzen, zoals een aanval van een schutter op verschillende legerkampen in december 2015 in de grensstad Olodio had aangetoont.
Verder veroordeelde de Veiligheidsraad de terreuraanslag die op 13 maart 2016 was gepleegd in de zuidoostelijk gelegen kuststad Grand-Bassam. Hier hadden drie schutters het vuur geopend op een strand, waarbij achttien doden waren gevallen.
De Ivoriaanse overheid werd opgeroepen om van de hervorming van leger en politie een prioriteit te blijven maken, en ervoor te zorgen dat zij die mensenrechtenschendingen hadden gepleegd berecht werden.
Het mandaat van de UNOCI-vredesmacht werd voor een laatste keer verlengd, tot 30 juni 2017, terwijl het gefaseerde terugtrekkingsplan van de secretaris-generaal werd goedgekeurd. Er werd hem gevraagd de meeste troepen al tegen 30 april 2017 terug te trekken. De voornaamste taken van de vredesmacht bleven het beschermen van de bevolking, het politieke proces ondersteunen, leger en politie ondersteunen en de levering van noodhulp ondersteunen.
De toestemming voor de Franse troepen in Ivoorkust ter ondersteuning van UNOCI werd eveneens tot 30 juni 2017 verlengd.
Lijst ·  2260 ·  2261 ·  2262 ·  2263 ·  2264 ·  2265 ·  2266 ·  2267 ·  2268 ·  2269 ·  2270 ·  2271 ·  2272 ·  2273 ·  2274 ·  2275 ·  2276 ·  2277 ·  2278 ·  2279 ·  2280 ·  2281 ·  2282 ·  2283 ·  2284 ·  2285 ·  2286 ·  2287 ·  2288 ·  2289 ·  2290 ·  2291 ·  2292 ·  2293 ·  2294 ·  2295 ·  2296 ·  2297 ·  2298 ·  2299 ·  2300 ·  2301 ·  2302 ·  2303 ·  2304 ·  2305 ·  2306 ·  2307 ·  2308 ·  2309 ·  2310 ·  2311 ·  2312 ·  2313 ·  2314 ·  2315 ·  2316 ·  2317 ·  2318 ·  2319 ·  2320 ·  2321 ·  2322 ·  2323 ·  2324 ·  2325 ·  2326 ·  2327 ·  2328 ·  2329 ·  2330 ·  2331 ·  2332 ·  2333 ·  2334 ·  2335 ·  2336